# Grammy Awards de 1959
A 1.ª cerimônia anual do Grammy Award foi realizada em 4 de maio de 1959. Duas cerimônias separadas foram realizadas simultaneamente no mesmo dia; o primeiro no hotel The Beverly Hilton em Beverly Hills, Califórnia, e o segundo no Park Sheraton Hotel em Nova York. Ella Fitzgerald ganhou a maioria dos prêmios com 3, enquanto Count Basie, Domenico Modugno, Henry Mancini e Ross Bagdasarian Sr. ganharam 2 prêmios.

## Vencedores do prêmio
- Gravação do Ano
  - Domenico Modugno por "Nel Blu Dipinto di Blu (Volare)"

- Álbum do Ano
  - Henry Mancini por The Music from Peter Gunn

- Canção do Ano
  - Domenico Modugno por "Nel Blu Dipinto di Blu (Volare)"

### Melhor Álbum Infantil
- Melhor Álbum Infantil
  - Ross Bagdasarian Sr. por "The Chipmunk Song (Christmas Don't Be Late)" performed by Ross Bagdasarian Sr. as "David Seville and the Chipmunks"

### Melhor Álbum de Comédia
- Melhor Álbum de Comédia
  - Ross Bagdasarian, Sr. por "The Chipmunk Song", performed by Ross Bagdasarian Sr. as "David Seville and the Chipmunks"

### Arranjo e Composição
- Melhor Composição
  - Nelson Riddle (composer) por "Cross Country Suite"
- Melhor Arranjo
  - Henry Mancini (arranger & artist) por The Music from Peter Gunn

### Country
- Melhor Álbum Country
  - The Kingston Trio por "Tom Dooley"

### Jazz
- Melhor Álbum Jazz (solo)
  - Ella Fitzgerald por Ella Fitzgerald Sings the Duke Ellington Songbook
- Melhor Álbum Jazz (grupo)
  - Count Basie por Basie

### Musical show
- Melhor Álbum Original (Broadway ou TV)
  - Meredith Willson (composer) & the original cast with Robert Preston, Barbara Cook, David Burns, Eddie Hodges, Pert Kelton & Helen Raymond por The Music Man
- Melhor Trilha Sonora ou Gravação Original pra Filme ou TV
  - André Previn & the original cast por Gigi (Original Motion Picture Soundtrack)